# Glock 78
Il Glock 78  è un coltello da combattimento sviluppato dalla casa austriaca Glock Ges.m.b.H., presso Deutsch-Wagram, in Austria. Può essere usato come baionetta, mettendo un inserto nel pomello (coperto da un tappo in plastica) su un adattatore per baionetta che può essere montato sullo Steyr AUG.

## Design
Il coltello è stato sviluppato in cooperazione con il Jagdkommando austriaco e può essere lanciato.
Ha una lama drop-point in acciaio armonico con durezza 55 HRC e fosfatato. L'acciaio armonico ha elevata tensione di snervamento tale da permettere di resistere agli impatti e flessione ma scarsa resistenza alla corrosione.
Il manico è fatto in polimero Glock e disponibile in colore verde oliva, sabbia e nero. Il ricasso è piegato e permette l'uso come apri bottiglia.
Il fodero in polimero ha un ritegno a clip che impedisce al coltello di uscire, un aggancio a clip per ancorare il fodero ai cinturoni militari e un'apertura di drenaggio sul puntale fodero.
La lama è lunga 165 millimetri mentre la lunghezza totale è di 290 millimetri; il coltello pesa 206 g.

## Glock 81

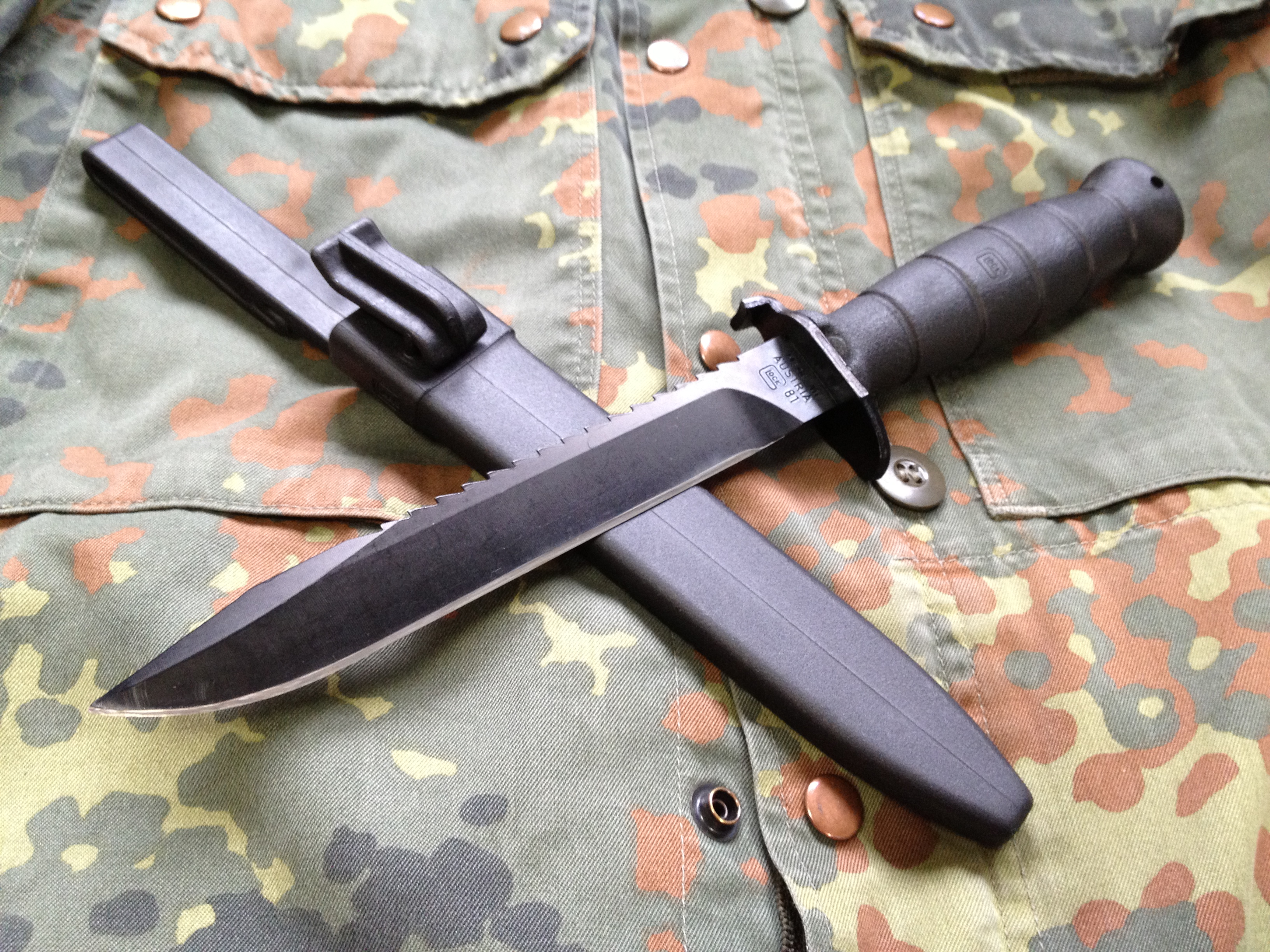
Coltello da sopravvivenza Glock 81 (Feldmesser 81) con dorso lama seghettato e fodero in polimero, su giacca mimetica di tipo Flecktarn

Esiste una variante denominata Glock 81 con le stesse caratteristiche del 78 ma con dorso lama seghettato e peso di 202 g.

## Utilizzatori
- Austria: Österreichisches Bundesheer
  - Glock 78 designato FM 78 o FMsr 78[6]
- Danimarca: Hæren
  - Glock 78 designato Feltkniv M/96, NSN 1095-22-262-1779
- Germania: GSG-9
  - Glock 78 designato FM 78
- India:
  - National Security Guard (NSG)
  - Special Protection Group (SPG)
- Malaysia: Pasukan Gerakan Khas - Royal Malaysian Police
  - Glock 81 designato FM 81
- Polonia: Gendarmeria Militare
  - Glock 78 e 81[7]
- Taiwan: Republic of China Armed Forces (ROCAF)
  - Glock 78 e 81
- Corea del Sud: 707th Special Mission Battalion
  - Glock 78
- Stati Uniti d'America: United States Navy SEALs
  - Glock 78